# Polygonatum multiflorum
El sello de Salomón    (Polygonatum multiflorum) es una planta de la familia de las liliáceas.

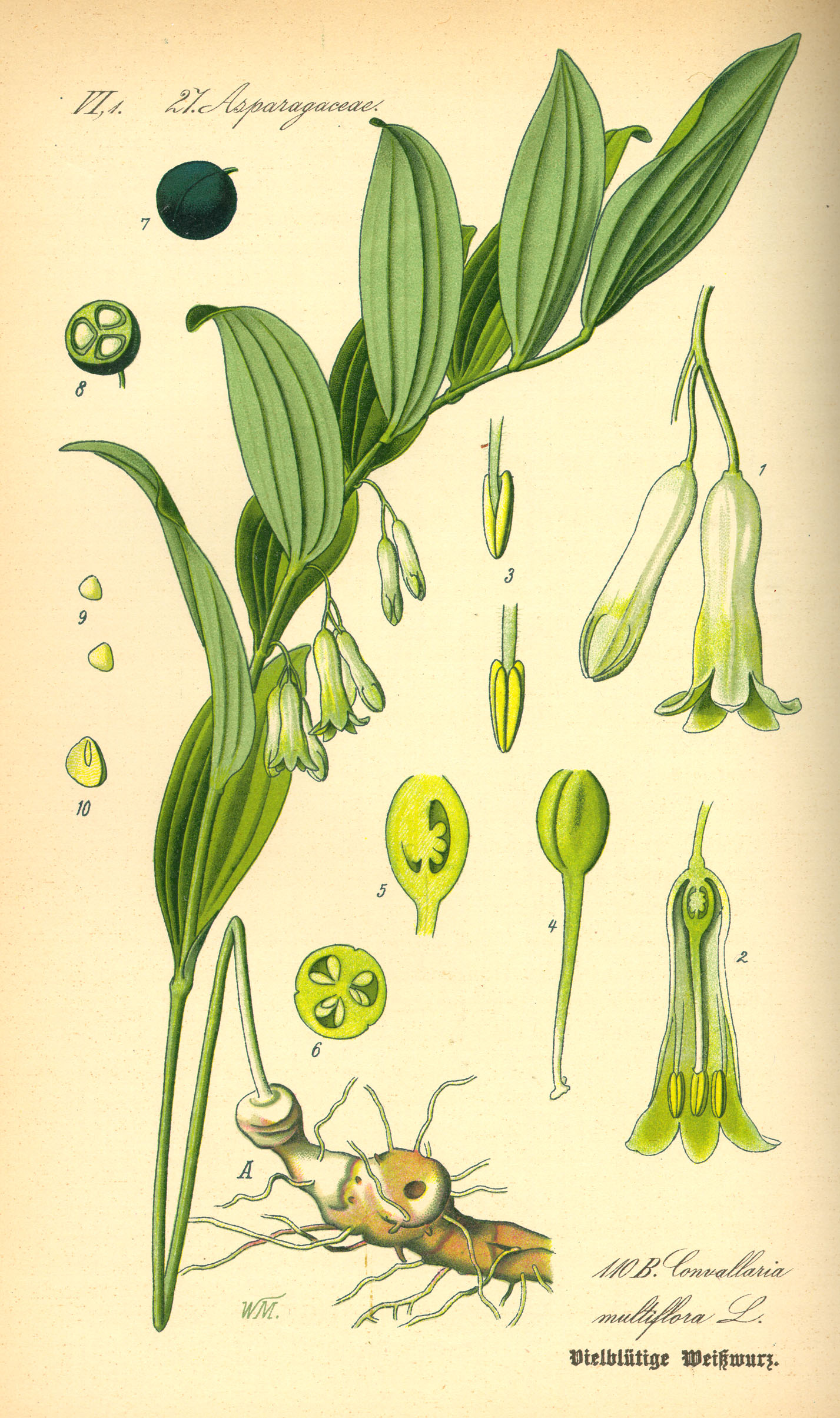
Ilustración

## Descripción
Planta vivaz de 30 a 60 (80) cm, con rizoma rastrero y tallos glabros de sección circular. Hojas alternas situadas en 2 filas, enteras, no abarzadoras y de forma oval u oblonga. Flores colgantes, sin olor, dirigidas hacia un lado y reunidas en grups de 2 a 5 (6) en las axilas de las hojas. Perianto campaniforme algo más estrecho en el medio que en la base, con 6 lóbulos blancos, verdes en el ápice. Estambres con los filamentos pubescentes. Fruto en baya negro-azulada. Florece durante toda la primavera.

## Hábitat
Zonas sombrías de bosques caducifolios y matorrales. Típicamente asociada a hayedo, pero también aparece en bosques mixtos y sotobosque de avellano, arce y roble con o sin hayas. La planta desaparece bajo tierra durante parte del año y puede pasar desapercibida hasta que vuelve a brotar en primavera.

## Distribución
Gran parte de Europa excepto Portugal, Irlanda e Islandia.

## Taxonomía
Polygonatum multiflorum fue descrita por (Linneo) All. y publicado en Flora Pedemontana 1: 131. 1785.
Sinonimia
- Convallaria ambigua Schrank
- Convallaria bracteata B.Thomas
- Convallaria broteroi Guss.
- Convallaria govaniana Wall.
- Convallaria multiflora L.
- Convallaria multiflora var. ambigua Des Moul.
- Convallaria multiflora var. bracteata (B.Thomas) W.D.J.Koch
- Polygonatum ambiguum (Des Moul.) B.D.Jacks.
- Polygonatum bracteatum (B.Thomas) G.Don
- Polygonatum govanianum Royle
- Polygonatum gussonei Parl.
- Polygonatum intermedium Dumort.
- Polygonatum multiflorum var. bracteatum (B.Thomas) Kunth
- Polygonatum multiflorum subsp. bracteatum (B.Thomas) K.Richt.
- Polygonatum multiflorum subsp. broteroi (Guss.) K.Richt.
- Polygonatum multiflorum var. latifolium Kunth
- Polygonatum salamonis Montandon[4]

## Nombre común
- Castellano: poligonato, sello de Salomón, suelda blanca.[5]